# Pleurotomaria antitorquata
Pleurotomaria antitorquata is een fossiele slakkensoort uit de familie van de Pleurotomariidae. De wetenschappelijke naam van de soort is voor het eerst geldig gepubliceerd in 1840 door Münster.